# 佐野未央子
佐野 未央子（さの みおこ）は、日本の漫画家。
宮城県仙台市出身。宮城県第一女子高等学校（現：宮城県宮城第一高等学校）卒業。代表作に『朱い絲のパラレル』がある。

## 作品リスト

### 書籍
- 恋はバターでいためたい!（全1巻）
- 上を下へのロマンス（全1巻）
- 恋季なやつら（全1巻）
- ダブルス（全1巻）
- お目にかかれて光栄です!（全2巻）
- てごわいプリンセス（全2巻）
- 100%コットン（全2巻）
- マイ プリティ!（全1巻）
- バラエティ賞（全2巻）
- 朱い絲のパラレル（全1巻）
- ブルージーンズ・ブルース（全1巻）
- 僕たち物語（全2巻）
- この恋の一部始終（全1巻）
- こっちむいてチュ（全5巻）
- 金曜日のお買い物（全2巻）
- PLaPLa（全1巻）
- 木綿の天使たち（全4巻）
- 11月の子供（全1巻）
- 佐野未央子 THE BEST（全1巻、読切り集）
- おとめ座の最初の月
- 君のいない楽園
- 鬼宿の庭（既刊3巻）
- チマちゃんの和箪笥（全1巻）
- 日日べんとう（全13巻）
- わたしの家はフツー（『オフィスユー』2020年11月号[1] - 2023年7月号、全5巻）

### 単行本未収録
- 日日べんとう 荒井銀次のあれこれ（『オフィスユー』2025年4月号[2] - ）